# Dibriwka (rejon zwinogródzki)
Dibriwka (ukr. Дібрівка) – wieś na Ukrainie w obwodzie czerkaskim, w rejonie zwinogródzkim.